# Rossmann-Faltung

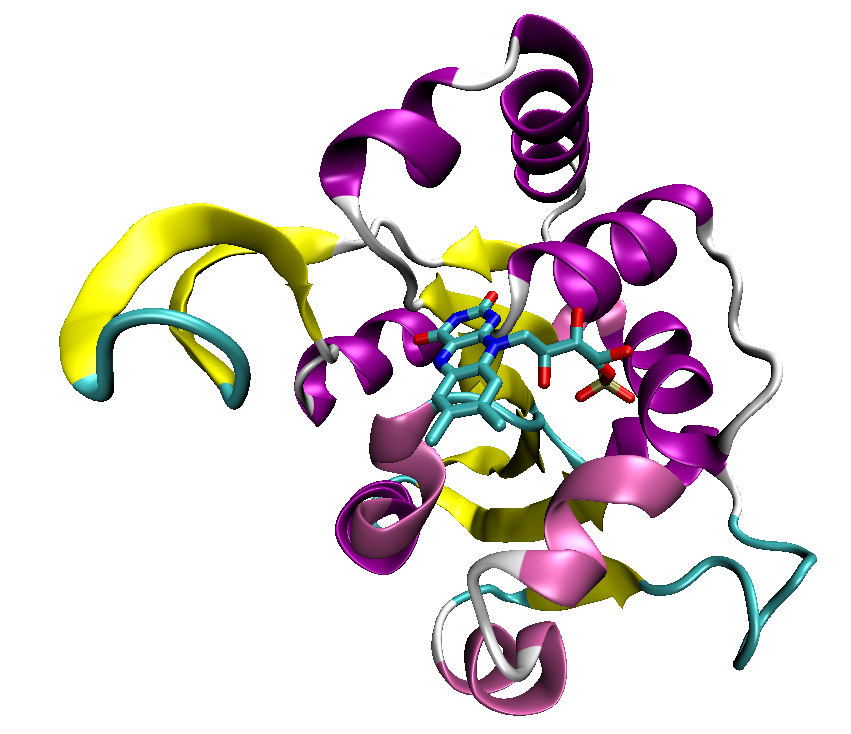
Ein Beispiel für eine Rossmann-Faltung. Ein Strukturelement einer Decarboxylase des Bakteriums Staphylococcus epidermidis mit dem gebundenen Kofaktor Flavinmononukleotid.

Die Rossmann-Faltung ist eine funktionelle Supersekundärstruktur bzw. ein Motiv in Proteinen, bei dem sich zwei Einheiten der Form  beta-alpha-beta-alpha-beta – also β-Faltblätter verbunden über α-Helices – zusammenlagern, um Dinukleotide wie Nicotinamidadenindinukleotid (NAD+) zu binden.
Die Rossmann-Faltung ist eine der ersten identifizierten, häufig auftretenden Strukturdomänen. Sie wurde nach ihrem Entdecker Michael Rossmann benannt und stellt vermutlich eine ursprüngliche Dinucleotidbindungsdomäne dar.
Sie tritt u. a. bei den drei Dehydrogenasen der Glykolyse auf.